# Geschichte der Juden in Hamm
Die Geschichte der Juden in Hamm beginnt bereits wenige Jahrzehnte nach Gründung der Stadt Hamm im Jahre 1226. Eine hebräische Martyrologie, niedergeschrieben im Jahre 1296, erwähnt zwei jüdische Flüchtlinge aus Hamm. 1327 gestattete Bischof Gottfried von Osnabrück einigen Juden die Ansiedlung in der hundert Jahre zuvor gegründeten Stadt. Das Verhältnis zwischen Hammer Juden und der restlichen Bevölkerung war, wie in Deutschland üblich, von Spannungen und gegenseitigem Misstrauen geprägt. Dennoch waren die Juden über Jahrhunderte unverzichtbare Geldgeber der Obrigkeit. Im Jahre 1938 wurde die Synagoge Hamms im Rahmen der Novemberpogrome zerstört. Die Juden in Hamm wurden während der NS-Herrschaft ihrer Existenzgrundlage beraubt und deportiert, sofern sie sich nicht durch Flucht ins Ausland retten konnten. Nach 1945 wurde keine eigene jüdische Gemeinde mehr gebildet. 1953 schlossen sich die wenigen verbliebenen Hammer Juden der jüdischen Gemeinde Groß-Dortmund an.

## Jüdisches Leben in Hamm

### Mittelalter und frühe Neuzeit
Bis etwa Mitte des 19. Jahrhunderts, nur kurz unterbrochen durch die Zeit der napoleonischen Besatzung, kam den Juden in Hamm keinerlei Bürgerrecht zu. Die Grafen von der Mark gestatteten nur wohlhabenden Juden, in der Stadt zu leben. Für die Landesherren der Grafschaft Mark, zu der Hamm gehörte, war dies gleich in zweifacher Hinsicht eine lukrative Einnahmequelle. Auf der einen Seite traten die Juden als Wucherer (Geldverleiher) auf, was auch den maroden Finanzen der märkischen Grafen zugutekam, auf der anderen Seite verlangten die Landesherren von den Juden ein hohes Schutzgeld, wenn sie in der Stadt leben wollten. Als Gegenleistung erhielt der betreffende Jude einen befristeten Schutz- oder Geleitbrief, der seinen Aufenthalt in der Stadt meist für einige Jahre legalisierte und nach Ablauf dieser Frist zu zusätzlichen Gebühren erneuert werden musste. Oft waren es die Stadtbewohner selbst, vor denen die Juden geschützt werden mussten. Immer wieder regte sich Misstrauen gegen die wenigen jüdischen Familien, die in der Stadt lebten, und immer wieder formierte sich der Widerstand des Rates und/oder der Bürgerschaft gegen die Anwesenheit der Juden.
Die ersten Juden haben vermutlich bereits wenige Jahrzehnte nach Gründung der Stadt im Jahre 1226 in Hamm gelebt. Darauf deutet jedenfalls eine hebräische Martyrologie aus dem Jahre 1296 hin, die zwei jüdische Jünglinge aus Hamm erwähnt, die den Opfertod gestorben sein sollen. Keiner der beiden wird dabei namentlich benannt. Der erste namentlich erwähnte Einwohner jüdischen Glaubens hieß Godschalcus. Sein Schutzbrief datierte auf den 15. Juni 1327 und wurde ihm von Bischof Gottfried von Osnabrück ausgestellt, der in diesem Jahr noch einige andere Juden in Schutz nahm, darunter auch einen Mann namens Secelinus. Beide nannten sich nach ihrem Umzug in die Stadt Hamm de Hammone (von Hamm). Godschalcus de Hammone musste einen Jahreszins von sechs Solidi für die Aufenthaltsgenehmigung entrichten, Secelinus de Hammone einen Zins von einer Mark.
1348 verlieh Graf Engelbert III. von der Mark einem in Unna wohnhaften Juden namens Samuel und dessen Familie die gleichen Rechte, wie sie unsere Juden in Hamm, Unna und Kamen genießen. Nur zwei Jahre später, im Jahr 1350, wurde Hamm von der großen Pest heimgesucht. Obwohl auch die jüdische Bevölkerung unter der furchtbaren Krankheit zu leiden hatte – nur sieben Familien sollen die Seuche überlebt haben – warf man ihr vor, durch Brunnenvergiftung die Ausbreitung der Pestseuche befördert zu haben. Deshalb kam es zu einer ersten großen Judenvertreibung. Die überlebenden Juden wurden aus der Stadt gejagt, getötet und verbrannt. Ihre Güter wurden vom Landesherrn eingezogen.
Doch konnten die Grafen von der Mark nicht auf Dauer auf ihre unentbehrlich gewordenen Darlehensgeber verzichten. Und so gestatteten sie nach 1370 erneut jüdischen Familien die Ansiedlung in der Stadt. 1408 verlieh König Ruprecht von der Pfalz seiner Schwester Anna den goldenen Opferpfennig der Juden.
Ab dem Jahre 1409 kam es zum Streit zwischen Herzog Adolf und seinem Bruder Gerhard von der Mark zu Hamm, der die Grafschaft Mark für sich beanspruchte und sich zur Durchsetzung seiner Ansprüche mit Dietrich II. von Moers, dem Erzbischof von Köln, verbündet hatte. Diesem war daran gelegen, das konkurrierende märkisch-klevische Herrscherhaus zu schwächen. Am 14. März 1419 schloss Gerhard von der Mark auch mit der in Hamm ansässigen Ritterschaft und der dem Rat der Stadt Hamm ein Bündnis gegen Herzog Adolf von Kleve. Gerhard versprach der Stadt Hamm die Bestätigung und Ausweitung ihrer bisherigen Privilegien, falls sie ihn erfolgreich darin unterstützen würde, Landesherr zu werden. Dazu gehörte auch der Verzicht auf die weitere Befestigung seines Stadtschlosses, eine zwar eher symbolische Geste, die aber die Autonomie der Stadt stützen sollte. In Hamm regte sich, wie fast überall in Deutschland, massiver Widerstand gegen die Niederlassung der Juden. Deshalb sicherte Gerhard außerdem das Privileg zu, keinem Juden Aufenthalt gewähren zu müssen. Da Gerhard den Streit mit seinem Bruder für sich entscheiden konnte und von ihm die Herrschaft über die Grafschaft Mark erstritt, kam es zu einer zweiten Judenvertreibung in Hamm. In einer Urkunde Gerhards vom 13. November 1419 heißt es: „Es sollen keine Juden in Hamm wohnen, und wir sollen ihnen darin keine Freiheit geben“ („bynnen dem Hamme neyne (keine) joden wonen, und den en sole wij dar neyne vryheit en bynnen geven“).
Aber schon 1430 gestattete derselbe Graf Gerhard von der Mark mit Genehmigung von Bürgermeister, Rat und der ganzen Gemeinde dem Juden Leon (oder Lewe), sechs Jahre lang in Hamm zu wohnen. Dabei sicherte er der Stadt zu, dass dies den Bürgern nicht „an ihren Priviliegien, Briefen und Gewohnheiten, die dadurch nicht gekränkt und auch nicht in einem Punkt außer Acht gesetzt sein sollen, hinderlich sein darf“. Gleichzeitig verpflichtete er sich, „keine anderen Juden dort zuzulassen, noch Leon länger als sechs Jahre wohnen zu lassen, es sei denn mit Genehmigung seiner lieben Bürger“ („id en were dan mit der selver unser lyever burger wille sunder argelist“). Während der Regierungszeit Herzog Adolfs IV., im Verlauf der Soester Fehde, gewährte dessen ältester Sohn Johann I. durch eine Urkunde vom 5. Juni 1447 der Stadt Hamm das Privileg, „dass binnen der Stadt zum Hamme keine Juden jemals wohnen sollen“. Als er dann nach dem Tod seines Onkels Gerhard die Regierung in der Mark übernahm, bestätigte er diese Zusicherung durch eine weitere Urkunde, datiert auf den 13. August 1462. Nach und nach gingen immer mehr Rechte des Landesfürsten auf die Bürgerschaft über. Dies hatte zur Folge, dass sich erst 1560 wieder Juden in Hamm ansiedeln durften.
In einem Brief der Bürgermeister und des Rates von 1604 geben diese bekannt, dass sie mit Zustimmung der ganzen Gemeinde den Juden Moses und Leon (oder Lewi) mit ihren Angehörigen nebst Gesinde auf zwölf Jahre Geleit geben. Nur diesen beiden Männer ist es erlaubt, „nach jüdischer Art und Weise“ Geld zu verleihen und Zinsen zu erheben. Das Darlehnsgeschäft wird durch besondere Vorschriften genau geregelt. Die Stadt will den Juden bei der Beitreibung säumiger Zahlungen behilflich sein. Die Juden unterstehen der Gerichtsbarkeit des Rats und des ordentlichen Gerichtes. Für die Zulassung und Vergleitung auf zwölf Jahre zahlen Moses und Levi für sich und ihre Angehörigen 1150 Reichstaler. Nach Ablauf dieser Zeit können sie noch ein Jahr in Hamm bleiben, um ihr ausgeliehenes Geld einzuziehen und ihre Angelegenheiten zu regeln, ohne aber in der Zeit noch Wucher treiben zu dürfen.
Von dem Streben, die Juden aus der Stadt fernzuhalten, ließ sich die Bürgerschaft auch auf ihren Jahresversammlungen leiten und stellte daher siebzehn Jahre später, am 5. Mai 1621, an den Rat folgenden Antrag: „Es ist der Gemeinheit (Bürgerschaft) gänzliche Meinung, dass nach langer geschehener Vergünstigung die Juden ganz und gar zur Stadt hinausgebracht werden mögen, da dieselben von der Bürgerschaft nicht länger geduldet werden können“.
Im Jahre 1661 – Hamm war zusammen mit der restlichen Grafschaft Mark inzwischen an Brandenburg-Preußen übergegangen – versprach der kurfürstliche Statthalter Moritz von Nassau „vermöge dero Hand und Siegel“ der Stadt, dass nach Ablauf der bewilligten Jahre ohne ausdrückliche Genehmigung keine Juden weiter geduldet werden sollten. 1665 brachte die Bürgerschaft dann in Erfahrung, „dass die hiesigen Juden von seiner Kurfürstlichen Durchlaucht einen Befehl auf einige neue Begleitungsjahre erschlichen hätten“. Daraufhin wurde der Rat beauftragt, beim Kurfürsten Friedrich Wilhelm I. zu erwirken, „daß diese mögen verwiesen werden, weil sie der Stadt hochschädlich sind“. Die Petition hatte, wie K. Maler sagt, keinen Erfolg. Seit dieser Zeit mehrte sich die Zahl der jüdischen Familien.
Wie sich hieraus schon ergibt, fanden die Juden meist bei den Landesherren Schutz. Mit dem Übergang der Regalien an die Landesherren war diesen auch der Judenschutz (auch Judengeleit genannt) zugefallen, wofür sie Schutzgeld von den Juden bezogen. Hinzu kommt, dass die Juden unentbehrliche Geldgeber der Landesherren wurden, zumal die letzten Herzöge von Kleve schlechte Wirtschafter waren. So hatte gegen Ende des 16. Jahrhunderts die Stadt Hamm für den Landesherrn eine Bürgschaft von 20.000 Talern übernommen. Als nun ein Jude die zweite Hälfte dieser Summe zusammenbringen sollte und mit der Bürgschaft der Stadt Hamm durch das Land zog, schrieb der Rat empört an den Landesherren, „dass wir zu unseres gnädigen Fürsten und Herrn und unserer Verkleinerung und Verunglimpfung einem Juden und Landfahrer unsere offenen Patente und Schein zur Aufbringung des Geldes allenthalben auszutragen vertrauen und mitteilen sollen, wie wir bei Aufbringung der vorigen 10.000 Reichstaler uns nicht wenig beklagt haben, dass wir mit solchen verdächtigen Leuten bemüht und beladen worden, da doch Ihre Fürstlichen Ganden andere Diener und Untertanen genug haben, die in solchen wichtigen Sachen besser und rühmlicher zu gebrauchen sind. Denn dem vorigen Juden mussten außer der Zehrung, die sich auf 200 Reichstaler belief, noch 400 Reichstaler gegeben werden, welches Geld besser gespart worden wäre, da die Sache mit geringeren Kosten durch andere hätte verrichtet werden können“.
Trotz der Abneigung der Bürgerschaft etablierten sich die Juden als dauerhafter Bestandteil der städtischen Bevölkerung. Auch von der Stadt selbst wurden sie mehr und mehr toleriert, weil sie sich in Notzeiten als Geldverleiher unentbehrlich machten. Als gegen Ende des 17. Jahrhunderts während der Kriege Ludwig XIV. die Stadt Hamm mehrere Jahre lang von den Franzosen besetzt gehalten wurde und unter Erpressungen zu leiden hatte, lieh ihr der Jude Simon Nathan in den schlimmsten Krisenjahren 1672, 1673, 1674 und 1679 Geld, ebenso die Judenschaft 1680 40 Stück Louis-neufs und 1684 der Jude Jordan Simon zwei Kapitalien von 32 und 30 Reichstalern. Außerdem zog die Stadt auch das Schutzgeld ein. Die Anwesenheit der Juden erwies sich somit als solide Geldquelle in einkommensschwachen Zeiten. So zahlte beispielsweise um 1680 eine jüdische Witwe für sich, ihren Sohn und Schwiegersohn jährlich 34 Taler Geleitsgelder in die Stadtkasse. Auch als Geldwechsler und vor allem als Bankiers waren die Juden aus dem städtischen Leben in diesen Jahren nicht mehr wegzudenken. Aus diesem Grund hörten auch die Versuche auf, sie der Stadt zu verweisen.
Der Übergang des Herzogtums Kleve und der Grafschaft Mark an Brandenburg-Preußen brachte aber auch noch andere Veränderungen mit sich. An Stelle der Einzelattribute wurde ein Gesamtattribut für Kleve-Mark festgelegt, den die Juden auf die einzelnen jüdischen Familien selbst verteilen sollten. Zu diesem Zweck wurde für die ganze Grafschaft Mark ein Vorsteher der Judenschaft gewählt, der nach einer Verordnung von 1696 darauf achten sollte, dass die vorgeschriebene Zahl der zugelassenen Judenfamilien nicht überschritten, die Tribute pünktlich bezahlt und die Kommerzien gefördert würden. Von 1763 bis 1784 bzw. 1792 bekleidete Anchel Herz in Hamm das Amt des Judenvorstehers für die Grafschaft Mark. Steuerrat Nattermöller hebt lobend hervor, dass er die Abgaben stets pünktlich abgeliefert hätte und rühmt sein „uneigennütziges und recht patriotisches Verhalten“, weil er zur Zeit der Inflation (Teuerung) aus freien Stücken ein zinsloses Darlehn zum Einkauf von Lebensmitteln in Holland für die Garnison gewährt hatte.
Die Zahl der Juden blieb auch jetzt noch beschränkt, daher wurde nur die Heirat eines Sohnes gestattet, und zwar in der Regel des ältesten, der das Privileg beim König einholen musste. Seit 1730 wurde statt des Geleites auf bestimmte Jahre den vergleiteten Juden der dauernde Aufenthalt zugestanden.
Unter Friedrich Wilhelm I. wurde den Juden auch über die festgesetzte Zahl der zugelassenen Familien die Niederlassung im Lande gestattet, wenn sie ein bedeutendes Vermögen mitbrachten, um auf diese Weise Handel und Verkehr und damit die Einnahmen des Staates zu vermehren. Infolgedessen stieg die Zahl der jüdischen Familien in Kleve-Mark von 40 auf 150. Auch in Hamm nahm die Zahl der Juden zu, sodass sie schon 1722 eine eigene Judenschule und 1768 eine Synagoge ihr Eigen nannten.

### Rechte und Pflichten der Juden im 17. und 18. Jahrhundert
Bis zum Beginn des 17. Jahrhunderts waren die Juden als Darlehensgeber aus dem Wirtschaftsleben der Stadt nicht mehr wegzudenken. Trotzdem blieb ihnen die gesellschaftliche Anerkennung versagt. Sie wurden lediglich geduldet. Als Nichtchristen bleiben sie vom Bürgerrecht ausgenommen und unterlagen zahlreichen weiteren Beschränkungen, insbesondere die freie Berufswahl betreffend. Sie wurden nicht zur sogenannten bürgerlichen Nahrung zugelassen, das heißt, man nahm sie in keine der Zünfte auf. Dies hatte zur Folge, dass Juden weder als Handwerker noch als Händler („Krämer“) arbeiten durften. Auch der Genuss der städtischen Weiden blieb ihnen versagt. Die Weidenutzung war nämlich ebenfalls an das Bürgerrecht gekoppelt. Wollte ein Jude dennoch sein Vieh in die Stadtmark treiben, so musste er dafür eine Gebühr entrichten. Im Jahre 1709 kostete eine Kuh 30 Stüber, ein Rind 15 Stüber. Entsprechend war schon 1622 mit Blick auf die Weidenutzung folgender Grundsatz aufgestellt worden: „Ein Jude in Hamm ist nicht berechtigt, ein Pferd oder Schaf ohne Bezahlung in die Waldemei zu treiben“.
Am 25. Mai 1604 schlossen Bürgermeister und Rat und die ganze Gemeinde mit den beiden Juden Leon und Moses einen Vertrag, dessen Inhalt die Zeiten überdauert hat und der repräsentativ ist für die Situation der Juden Hamms in diesen Jahren. Die Stadt verspricht ihren Vertragspartnern und deren Frauen und Kindern (von denen allerdings nur eins heiraten durfte), samt dem Brotgesinde, auch ihrer Habe und ihrem Vermögen „Geleit, Schutz und Schirm“ für einen Zeitraum von zwölf Jahren, sichert ihnen Schutz und Verteidigung gegen Gewalt zu, befreit sie von „Bauwerken, Wachen und Stadtsdiensten, jedoch sollen die Männer in Brand und andere Nöten dem Glockenschlage folgen und Mannsdienste leisten“. Für diese Zeit wird keinem anderen Juden „Beiwohnung und jüdischen Wucher zu treiben“, gestattet.
Den beiden Juden wird erlaubt, „nach jüdischer Art und Weise jedem auf Pfande, Handschriften, guten Glauben oder sonstwie Geld zu leihen, doch also, dass sie die ersten acht Tage von unsern Bürgern und Einwohnern keinen Vorteil oder Wucher fordern, darauf aber bis zur Ablösung von jedem Taler jede Woche einen Pfennig, von einem halben Taler einen Heller, von Auswärtigen das Doppelte“. Ihnen wird dabei auferlegt, Eheleuten maximal zehn Taler Darlehn zu gewähren oder den Ehepartner über das Geschäft in Kenntnis zu setzen. Güter, die bei ihnen zur Pfandleihe hinterlegt werden, gehen nach Ablauf eines Jahres in ihr Eigentum über und dürfen verkauft werden. Allerdings müssen die beiden Juden ihren Schuldner durch einen Stadtdiener dazu auffordern, das Pfand wieder einzulösen. Werden Darlehnsgelder nicht korrekt verzinst oder zurückgezahlt, haben die „Wucherer“ die Möglichkeit, sich an die städtische Gerichtsbarkeit zu wenden, die ihre Ansprüche durchsetzen wird.
Hehlerei ist ihnen interessanterweise teilweise gestattet. Werden ihnen gestohlene Güter verkauft oder verpfändet, müssen sie diese ohne Schadensersatz herausgeben, sofern der Eigentümer das gestohlene Gut bei ihnen findet. Meldet sich der Eigentümer aber nicht, „mögen sie das Gestohlene wie eigenes Gut umschlagen, ausgenommen kirchliche Kleinodien, Zieraten oder Geschirre“. Letztere sollen sie überhaupt nicht an sich bringen, weder kauf- noch pfandweise. Sie selbst sind nicht berechtigt, Darlehen bei einem anderen Bürger aufzunehmen und somit „zugleich Bürger- und Judenwucher“ zu treiben, „sonst ist die Summe samt Zinsen verfallen“. Werden bei ihnen Wolltücher oder Kramwaren versetzt, sollen sie das Tuch nicht ellenweise verkaufen, sondern es für einen angemessenen Preis den Wandschneidern (Tuchhändlern) anbieten und entsprechend die Kramwaren einheimischen Kleinhändlern. Diese Auflage beruht auf dem fehlenden Recht, in den Zünften mitzuwirken und selbst Handel zu treiben.
Sie dürfen das für sich und ihre Familie benötigte Korn „zu Bier und Brot“ kaufen, aber nicht „zu Gewinn und Vorteil“, das heißt zum Handel. Es ist ihnen außerdem gestattet, bis zu sieben Rinder, zehn Schafe und zehn Kälber pro Person und Jahr für den Eigenbedarf zu schlachten. „Was angewachsen und Juden zu essen verboten ist, sollen sie verkaufen, jedoch den Fleischhauern eine Tonne Bier jährliche dafür entrichten.“ Jedem der beiden Vertragspartner ist es erlaubt, zwei Kuhweiden und zwei Gartenstücke zu pachten und alle Güter zu kaufen, die sie für ihren Lebensunterhalt benötigen. Ausgenommen ist, „was in Amt und Gilden geht und gehört“. Klagen gegen Bürger sollen vor dem gemeinen Bürgergericht in Hamm verhandelt werden, ebenso wie Klagen der Bürger gegen sie.
Sie zahlen für die zwölf Jahre „eins vor alle zu rechten Geleitsgelde insgesamt 1.150 alte, harte, vollgiltige, silberne Reichstaler“. Wenn die zwölf Jahre um sind, läuft dieser Vertrag ab; doch soll es den Juden freistehen, dann noch ein Jahr zu bleiben und zur Abwicklung ihrer Angelegenheiten Handel, aber keinen Wucher zu treiben. In diesem zwölf Jahren sollen „sie sich untereinander und gegen jedermann, wie frommen Juden gebührt, lieb und freundlich und also vergleitlich halten, Hader, Zank, Unlust, Lästern, Schänden und Schmähen durchaus entäußern“.
Diese Einschränkung der wirtschaftlichen Betätigung wurde durch die Jahrhunderte beibehalten. Noch 1789 fand sich im Schneiderprivileg folgende Bestimmung: „Es sollen keine Juden sich unterstehen, fertige Kürschner- und Schneiderwaren auf den Jahrmärkten oder in den Läden feil zu halten, es wäre denn, dass sie diese Waren bei den Kürschnern und Schneidern der Stadt Hamm gekauft hätten. Sonst soll die Ware konfisziert und das daraus gelöst Geld der Zunftkasse berechnet werden. Doch ist es den Juden und andern verboten, alte Pelze und getragene Kleider zu erhandeln und wieder zu verkaufen“. Hin und wieder wurden städtische Beamte zu den Juden geschickt, die im Wege der Revision überprüfen sollten, ob sich unter den verpfändeten Waren Diebesgut befindet. Die Juden mussten also vorsichtig sein, aus welcher Quelle sie wertvolle Gegenstände aus Edelmetall entgegennahmen, denn sie waren verpflichtet, darüber Rechenschaft abzulegen. Aus diesem Grund ließ sich eine Jüdin in Hamm von dem kurkölnischen Richter in der benachbarten Stadt Werl am 27. Juli 1618 bescheinigen, dass sie „etliche ansehnliche, große und kleine silberne und vergoldete Pokale, Butterschüsseln, Tischbecher, auch sonst allerhand Geschirr in einem aufrichten und redlichen Kauf von dem rechten Herrn an sich gebracht hätte, also dass sie und die Ihrigen bei Macht wären, diese Stücke samt oder besonders hinwieder ohne einiges Bedenken zu verkaufen oder sonst damit zu tun und zu lassen, wie ein rechter Herr mit dem Seinigen anzustellen befugt ist“.
Wie alle Gewerbetreibenden waren auch die Juden verpflichtet, in der Stadt zu wohnen. Kamen sie dieser Auflage nicht freiwillig nach, sollten sie „mit militärischer Exekution vom platten Lande in die Stadt gebracht werden“. Obwohl sie dort vom Bürgerrecht ausgeschlossen waren, unterlagen sie wie auch die übrigen nicht vollberechtigten Einwohner den bürgerlichen Diensten und Lasten, waren also voll abgabenpflichtig. Davon versuchten sie sich frei zu kaufen, indem sie eine Ablösesumme an die Stadt zahlten, deren Höhe individuell vereinbart werden konnte. So wurde im Jahre 1684 Jordan Simons, ein „begleiteter Jude“, gegen eine jährliche Gebühr von 13½ Reichstaler von „Einquartierung und Wachten“ befreit. Das Gleiche gilt für Elias Markus, der gegen Zahlung von dreißig Reichstalern bis zum Jahre 1687 von seinen Verpflichtungen befreit wird („feindlichen Überfall ausgeschlossen“). Im Jahre 1720 erhielt die Stadt insgesamt 52 Reichstaler an Befreiungsgeldern von den Juden. Diese waren auch den städtischen Steuern unterworfen. So erhielt die Stadt zehn Prozent von jedem „jüdischen Gut“, das die Stadt verließ, etwa anlässlich von Schenkungen zu Hochzeiten oder Erbschaften im Todesfall.
Analog zur Begrenzung der „zünftigen Meister“, die zur Folge hatte, dass nur ein Meisterssohn bzw. eine Meisterstochter heiraten durfte, unterlagen auch jüdische Familien derartigen Beschränkungen. Wie aus dem Vertrag von 1604 hervorgeht, war nur einer, der sogenannte Familiant, zur Heirat in der Stadt berechtigt. Damit sollte erreicht werden, dass die Zahl der Juden in der Stadt nicht anstieg. Dies führte immer wieder zu Konflikten innerhalb der Familien, wenn es darum ging, die Person des Familianten zu bestimmen.
Es wird zwar nicht besonders erwähnt, dass sich die Kleidung der Juden von jener der übrigen Bevölkerung unterschied, dies ergibt sich jedoch aus den allgemein gültigen Anordnungen, die noch im Revidierten General-Privileg von 1750 unter Friedrich dem Großen bestätigt wurden.

### 1806 bis 1933
Als nach dem Zusammenbruch Preußens im Jahre 1806 die Grafschaft Mark dem Großherzogtum Berg einverleibt wurde, erschien am 26. September 1808 im Hammischen Intelligenzblatt eine Bekanntmachung der Regierung, dass die Juden, die nunmehr der Dienstverpflichtung und den öffentlichen Abgaben unterworfen wären, dieselben Rechte und Freiheiten wie die anderen Staatsbürger genießen sollten:

„In Betracht die jüdischen Untertanen im Großherzogtum Berg und den damit vereinigten Provinzen sowohl der Militärpflicht als den öffentlichen Abgaben gleich andern Untertanen unterworfen sind, … sind … alle bisher von den Juden in der Grafschaft Mark entrichtete besonders persönliche Abgaben unter dem Namen von Juden-Zoll, Juden-Leibzoll, Tribut, Schutzgelder, Abgaben für Heiraten und andern dergleichen gänzlich aufgehoben …“

Nach dem „Heimfall“ der Grafschaft Mark an Preußen wurde zunächst der Versuch gemacht, die Juden in die alte Stellung zurückzudrängen; ihre volle Gleichberechtigung wurde aufgehoben. Aber die erneute vollständige Entrechtung der jüdischen Bevölkerung misslang. In diesen Jahren sind einzelne jüdische Stadtverordnete wie Elias Marks oder Seligmann Bacharach in Hamm nachweisbar, die sich in verschiedenen Vereinen und sozialen Hilfseinrichtungen engagierten. Seit Inkrafttreten des Gesetzes vom 23. Juli 1847 wurden die Juden in Preußen offiziell als Magistratsmitglieder und Gemeindeverordnete wählbar, auch wenn sie von hohen kommunalpolitischen Ämtern (z. B. Bürgermeister, Amtmann, Gemeindevorsteher) zunächst ausgeschlossen blieben. Durch die preußische Verfassung vom 31. Januar 1850 erhielten sie hingegen die volle bürgerliche und politische Gleichberechtigung. Mit Moritz Bacharach, der bereits seit 1871 Stadtverordneter war, wurde 1893 der erste Ratsherr jüdischen Glaubens ernannt.
Der Synagogenbezirk, der ursprünglich nur die Stadt Hamm erfasste (ein Gebetshaus hat spätestens ab 1831 bestanden), wurde auf der Grundlage eines Gesetzes vom 10. Februar 1855 durch das Amt Rhynern vergrößert. Die erste Sitzung der Gemeindevertretung fand am 15. Dezember 1855 statt, und am 28. Februar 1858 wurde der Neubau der Synagoge erwogen. Am 12. September 1868 konnte die neue Synagoge dann endlich eingeweiht werden. Mit dem Anwachsen der jüdischen Gemeinde – 1846 lebten 66 Juden in Hamm, 1871 bereits 174 (etwa 1 Prozent der Gesamtbevölkerung), 1926 etwa 420 – vergrößerte sich auch die Zahl der Wohltätigkeitsvereine. Ebenfalls beteiligte sich die Gemeinde rege an den auswärtigen gemeinnützigen Vereinen. Auch hat die Gemeinde stets in guten Beziehungen zu städtischen und staatlichen Behörden gestanden.
Zur Abwehr antisemitischer Bestrebungen gründeten die jüdischen Bürger am 12. Februar 1908 eine Ortsgruppe „Hamm und Umgegend“ des Central-Vereins. Zum Vorsitzenden der Ortsgruppe wurde der Rechtsanwalt Dr. Michaelis gewählt. Stellvertretender Vorsitzender war Julius Blumenthal, Schriftführer der Tierarzt Lindemeyer und Schatzmeister der Lehrer der jüdischen Schule Weiler. Trotz anwachsender antisemitischer Strömungen setzte sich im ersten Drittel des 20. Jahrhunderts der Integrationsprozess zunächst fort. Mehrere Stadtverordnete jüdischen Glaubens sind bekannt, beispielsweise Max Gerson (1902 bis 1910) oder Adolf Herz (1905–1919). Im Ersten Weltkrieg fielen auch zahlreiche deutsch-jüdische Mitbürger.
Die Inflationszeit vereitelte den Plan des Neubaus eines Gotteshauses und verschob ihn zunächst auf unbestimmte Zeit, bis die jüdische Gemeinde 1938/1939 endgültig vernichtet wurde. Ebenfalls eine Folge der ungünstigen Geldverhältnisse war die Schließung der jüdischen Schule, die 1846 gegründet worden war, zum 1. April 1923. Der Lehrer wurde von der Stadt Hamm übernommen und die Kinder in den anderen städtischen Schulen untergebracht.
Angesichts der Auslöschung der jüdischen Gemeinde dreizehn Jahre später klingen hingegen die Worte in der Festschrift zum 700-jährigen Bestehen Hamms heute wie bitterer Hohn:

„Die israelitische Gemeinde hat, wie die Darstellung ergeben hat, seit Anfang des 14. Jahrhunderts in Hamm bestanden und Leid und Freud mit den Bewohnern der Stadt geteilt. Möge das gute Verhältnis, welches bisher zwischen den verschiedenen Konstellationen bestanden hat, auch in Zukunft bestehen bleiben!“

## Die Hammer Juden unter der NS-Herrschaft
Die Vernichtung der Juden und damit der jüdischen Gemeinde im nationalsozialistischen Deutschen Reich gründete sich in Hamm, wie im gesamten von Deutschland beherrschten Gebiet, auf die rassistische NS-Ideologie. Sie hatte allerdings auch handfeste ökonomische Gründe. Jüdische Geschäfte wurden eingezogen und „arisiert“, Jüdische Vermögen eingezogen und an die Nationalsozialistische Volkswohlfahrt überstellt.
Bereits am 1. Mai 1933 kam es in der Wilhelmstraße zu einem rassistischen Aufmarsch. Im Städtischen Gustav-Lübcke-Museum existiert eine Fotografie davon. Im Hintergrund ist ein Transparent zu sehen, auf dem zu lesen steht: „Juden sind unser Unglück“.
Am 29. März 1933 – in Hamm lebten zu dieser Zeit 402 jüdische Bürger – wandte sich der „Kampfbund des gewerblichen Mittelstandes“ massiv gegen jüdische Kaufleute. Ulrich Deter, NSDAP-Kreisleiter, erklärte vor dem Stadtparlament, seine Partei werde mit den Juden „abrechnen“. Der jüdische Inhaber der Firma Alsberg war zunächst gezwungen, regelmäßig die Hakenkreuzfahne aufzuziehen. Am 1. April 1933, dem Tag des landesweiten Judenboykotts, musste das Geschäft Alsberg schließen. Auch andere jüdische Geschäfte wurden boykottiert (Adler, Berla, Halle, Heymann, Hilsenrath, Jordan, Lindemeyer, Löwenstein, Meyberg, Schragenheim u. v. m.). Am 7. April 1933, als das Gesetz zur Wiederherstellung des Berufsbeamtentums und das Gesetz über die Zulassung zur Rechtsanwaltschaft in Kraft traten, verloren angesehene jüdische Ärzte und Rechtsanwälte in Hamm ihre Arbeitszulassung. Die jüdischen Juristen Herzberg, Gerson (getauft), Griesbach, Mendel, Michaelis und Samuelsdorf erhielten Berufsverbot und wanderten teilweise aus. Die jüdischen Ärzte durften nur noch jüdische Patienten behandeln. Dr. Löwenstein verließ Hamm 1936, Dr. Mündheim starb am 6. September 1940 in Hamm. Dr. Kleinstraß blieb und wurde am 27. April 1942 nach Zamosc/Lubin deportiert, von wo er noch zweimal ausführlich in herausgeschmuggelten Briefen berichtete. Lehrer oder in wissenschaftlichen Berufen arbeitende jüdische Akademiker verloren ihre Stellung oder konnten nach Abschluss ihres Studiums ihren Beruf nicht ausüben. Im Jahre 1935 wurde dann die sogenannte Arisierung der jüdischen Geschäfte konsequent umgesetzt. Beispielsweise wechselte Alsberg für einen Spottpreis den Besitzer und wurde zu „arisiertem Eigentum“. Bis 1938 war die Enteignung der jüdischen Geschäftsinhaber weitestgehend abgeschlossen.
Am 9. Januar 1935 erklärten die Nürnberger Gesetze Juden zu Menschen zweiter Klasse.
1938 geriet eine kleine Randgruppe der jüdischen Gemeinde unter Druck, die in der Weimarer Zeit eingewanderten Ostjuden. Sie waren weitgehend sogenannte kleine Leute, die ihr Auskommen als Arbeiter oder im Kleinhandel fanden. Nach dem Ersten Weltkrieg hatten sie bei den Volksabstimmungen im Osten für die Zugehörigkeit zum Deutschen Reich vortiert und waren später zugewandert. Zu dieser Gruppe gehörten unter anderem Aron, Dahl, Freund, Goldstrom, Lubasch, Radt, Reicher, Schweier und Waynstain. Die Familie Tömör war ungarischer Abstammung. Einige wenige wie Salum Freund waren naturalisiert und damit einheimischen Juden gleichgestellt. Andere hielten sich lange genug im Deutschen Reich auf, um nicht mehr direkt von Ausweisung bedroht zu sein. Trotzdem wurden sie unter Druck gesetzt. Wer nicht lange genug ansässig war, wurde in der Polenaktion von Oktober 1938 verhaftet und ausgewiesen, wovon mit Sicherheit Fischel Waynstajn und Manes Aron betroffen waren. Ihre Verhaftung ist für den 27. bzw. 28. Oktober 1938 dokumentiert. Über ihren weiteren Verbleib ist nichts bekannt. Es kam auch immer wieder zu Misshandlungen und anderen Übergriffen auf Einzelpersonen.
Das Grundstück der jüdischen Gemeinde war im Jahre 1938 mit zwei Gebäuden bebaut. Eins davon war die ehemalige Schule an der Straßenfront, die seit Auflösung der Volksschule 1923 nur noch zum Religionsunterricht benutzt wurde. Im Jahre 1933 hatte man das Sitzungszimmer der Gemeinde von der Lutherstraße in das Haus des Rechtsanwaltes Dr. Alfred Michaelis (Hohestraße 59) verlegt. Hier befand sich bis zur Kristallnacht das Gemeindezentrum für kulturelle Arbeit. Dazu zählte man Jugendzentrum, Gemeindeabende, Vorträge, Konzerte, Zusammenkünfte vom Frauenbund usw. Auch eine Bibliothek war vorhanden. Aus diesem Grund befand sich nun in der Martin-Luther-Straße eine Wohnung, die 1938 von Nathan und Sara Dahl bewohnt wurde. Nathan Dahl war lange Zeit Kultusbeamter gewesen. Sein Schwiegersohn Kurt Radt war der letzte Lehrer vor dem Krieg in Hamm, wohnte allerdings in der Grünstraße 6. In der zweiten Wohnung im Haus lebte ein Mitglied einer anderen jüdischen Familie. Im Hinterhof der Schule lag die Synagoge, die von der Straße aus durch eine enge Einfahrt zugänglich war. Die Bebauung auf der von Südstraße, Martin-Luther-Straße, Sternstraße und Königstraße begrenzten Fläche war sehr dicht und bestand teilweise aus Fachwerkbauten. Am 9. und 10. November 1938, im Umfeld der Novemberpogrome, kam es zu tätlichen Angriffen und Demütigungen auf die jüdische Gemeinde. In Hamm scheint man mit Einsetzen der Dunkelheit mit dem Einsatz begonnen zu haben. Einer der ersten, der Beobachtungen an der Synagoge machte, war ein Reporter des Westfälischen Anzeigers, der sich auf dem Weg zum Bahnhof befand, hinter dem auf dem Gelände des Sägewerkes der Glunz AG ein Großbrand ausgebrochen war. Er entdeckte an der Einfahrt zur Synagoge ein paar SS-Leute, die sich dort zu schaffen machten. Als er nachfragte, wurde ihm bereitwillig erklärt, dass man die Synagoge anzünden wolle. Der Reporter wies auf die umliegende Bebauung hin und dass die Feuerwehr schon reichlich Arbeit habe. Die SS-Truppen beschränkten sich darauf, das Interieur der Synagoge zu zerstören. Sie zertrümmerten die Inneneinrichtung. Das Gestühl (120 Sitze und Pulte für die Männer und 60 Emporenplätze für die Frauen) der Almemor und der Toraschrein wurden restlos zerschlagen. Die Gebetsmäntel, vermutlich auch die Gebetbücher, die Thoramäntel und sonstiges Brennbares wurden im Hof auf einen Haufen geworfen und angezündet. Pferdewagen, von einem Nationalsozialisten am Zügel geführt, fuhren über die aufgeschichteten Heiligen Schriften. Nach einer Begutachtung der Synagoge am 18. November 1938 unter Teilnahme von Oberbürgermeister Deter, Bürgermeister Leinberg, Baurat Haarmann und Stadtrat Daniel wurde berichtet: „Bei der Besichtigung wurde eine erhebliche Zerstörung der Wohngebäude … und der dahinter liegenden Synagoge festgestellt. Das Inventar der Synagoge, die Truppen und Emporen waren zerstört, die Scheiben zerschlagen. Das Synagogengebäude war nicht zerstört.“ Vom Kultsilber fanden sich nur noch ein paar Reste. Einige Kultgegenstände, die am 23. November 1938 im Rahmen einer Begehung durch Museumsdirektor Bänfer gefunden wurden, wurden von dem Hammer Museum zur Aufbewahrung übernommen. Dort landeten auch andere Dinge aus dem Besitz der Gemeinde, Geldschrank, Thorarolle, Schmuck, zwei antike Kelche.
Die Plünderungen der Wohnhäuser zogen sich die ganze Nacht hin. Gesicherte Angaben gibt es zu Plünderungen bei Hymann, Schützenstraße 4, Heßlerstraße 40; Dahl, Martin-Luther-Straße 5, Hilsenrath, Anschrift unklar; Jordan, Bahnhofstraße 27; Michaelis; Levy und Gemeindezentrum Hohestraße 59; Schragenheim, Nassauerstraße 24, Eugen Kaiser, Anschrift unbekannt und Freund, Südstraße 10a. In der Grünstraße 17 (Kirchheimer) wurden „nur“ die Fensterscheiben eingeschlagen. Bei den Plünderungen wurden Menschen im Keller eingesperrt, gezwungen, bei der Verwüstung zuzusehen oder zur Flucht genötigt. Familie Heymann wurde umgebracht. Wenige Tage nach der Plünderung und Zerstörung der Einrichtung des Hauses Heßlerstraße 40 wanderte ein Lehrer mit seiner Klasse durch das zerstörte Haus und erklärte seinen Schülern, wie „Volksfeinde“ behandelt würden.
Am 12. November 1938 wurde die Verordnung zur Ausschaltung der Juden aus dem deutschen Wirtschaftsleben in Kraft gesetzt und raubte damit den meisten Juden die Lebensgrundlage. Die Stadt Hamm kam zu dem Schluss, „dass die Synagogen in erster Linie Gegenstand der Volksempörung sind“. Am 19. November 1938 erging der Abbruchbefehl an den Vorstand der Synagoge. Der Adressat, Hugo Lindemeyer (Brückstraße 11) befand sich zu diesem Zeitpunkt schon im KZ Oranienburg-Sachsenhausen. So erklärten sich seine Vertreter Noa Meyberg (Widumstraße 47) und Julius Rosenberg (Stiftstraße 6) mit dem Abbruch einverstanden, wiesen aber darauf hin, dass der Gemeinde die finanziellen Mittel fehlten. Sie schlugen vor, der Abbruch solle von der Stadt vorgenommen werden und die Kosten beim etwaigen späteren Kauf des gesamten Grundstücks verrechnet werden. Doch Stadtrechtsrat Daniel, der auch den Abbruchbefehl unterzeichnet hatte, ließ sich nicht darauf ein und stellte fest, dass dieser Grund die Gemeinde nicht von der Verpflichtung zum Abbruch entbinde. Als spätester Anfangstermin für den Abbruch wurde der 24. November 1938 festgesetzt und bei Versäumnis mit Ersatzmaßnahmen gedroht. Diese wurden zum Jahreswechsel auch durchgeführt. Die Stadt übernahm den Abbruch selbst und stellte ihn der jüdischen Gemeinde in Rechnung.
1939 kam es zu ersten Verhaftungen und Deportationen jüdischer Gemeindemitglieder.
Im Jahre 1940 retteten sich etwa 200–300 Hammer Juden durch Flucht ins Ausland.
Am 27. April 1942 wurden Hammer Juden nach Zamosc deportiert, im selben Jahr wurden 22 ältere Menschen nach Theresienstadt verschleppt. Am 27. Februar 1943 wurden Juden von Hamm in das KZ Auschwitz deportiert. Im Mai 1943 wurden Männer aus sogenannten Mischehen zur Zwangsarbeit verurteilt. Am 29. September 1944 erfolgte die Deportation von Frauen und Kindern aus „Mischehen“ in ein Zwangslager bei Kassel. Anfang 1945 wurden Männer aus dem Zwangsarbeitslager in das KZ Theresienstadt verschleppt.
Im Jahre 1953 waren von der jüdischen Gemeinde in Hamm kaum noch nennenswerte Reste verblieben. Da sich eine eigenständige Gemeinde nicht halten ließ, schlossen sich die verbliebenen Hammer Juden der Jüdischen Gemeinde Groß-Dortmund an.

## Synagoge
Die Hammer Juden sollen schon im Jahre 1768 über eine Synagoge verfügt haben. Spätestens im Jahre 1831 gab es auf dem Areal an der Martin-Luther-Straße 5 ein jüdisches Gebetshaus.
Die spätere Synagoge der Stadt Hamm wurde dann 1868 auf dem Gelände des heutigen Santa-Monica-Platzes in der Martin-Luther-Straße 5a (51° 40′ 49,5″ N, 7° 49′ 6″ O) nach den Bauplänen von Julius Lenhartz errichtet und am 12. September 1868 eingeweiht. Die Synagoge wurde während der Reichspogromnacht am 9. November 1938 geschändet und ausgeplündert, das Inventar zerstört. Wenige Tage später, am 19. November, wurde seitens der Stadt der Abriss des Gebäudes angeordnet und zum Jahreswechsel 1938/39 durchgeführt. Die Kosten wurden der jüdischen Gemeinde in Rechnung gestellt.

### Vorgeschichte
Die Juden in Hamm haben anscheinend schon in früheren Jahrhunderten über ein Gotteshaus verfügt. Es befand sich im Hinterhof der späteren Martin-Luther-Straße 5 und war von der Ruschenstraße (Königstraße) über eine schmale Gasse zugänglich. Belegt ist die Existenz eines Gebetshauses für das Jahr 1831. Dieses Gelände im Bereich des heutigen Santa-Monika-Platzes stand zunächst in Privatbesitz und konnte im Laufe des 19. Jahrhunderts an die Gemeinde übergehen, da diese lange Zeit ohne Korporationsrecht war.
Erst durch die preußische Verfassung von 1850 wurde es möglich, die Synagoge aus Privatbesitz in Gemeindebesitz zu überführen. Es dauerte aber geraume Zeit, bis Gemeinde und Behörden sich mit dieser Neuordnung der Dinge vertraut gemacht hatten. Elias Marks besaß laut Urkundenbuch zum Hammer Urkataster von 1828 in diesem Viertel mehrere Wohnhäuser nebst Gärten und Hofraum, zusammen mit den dort befindlichen Nebengebäuden, Scheunen und Ställen. Auch das damalige Synagogengebäude stand unter der Bezeichnung „Parzelle Flur V Nr. 736/443“ zu seinem Besitz. Das Wohnhaus Kleine Weststraße 5, die spätere Martin-Luther-Straße 5, bildete zusammen mit seinem angebauten Stall (Parzelle Flur V Nr. 736/442) die direkte Verbindung von der Synagoge zur Martin-Luther-Straße. Israel Gerson, Seligmann Bacharach, Elias Marks, Levi Stern und Elias Spanier kauften am 27. Januar 1842 dieses Haus für 900 Taler. Sie wollten es ihrer Gemeinde schenken, damit diese darauf eine Synagoge und eine Schule errichten konnte.
Der Synagogenbezirk umfasste ursprünglich nur die Stadt Hamm und wurde durch Gesetz vom 10. Februar 1855 auf das Amt Rhynern erweitert. Die erste Sitzung der Gemeindevertretung fand am 15. Dezember 1855 statt und am 28. Februar 1858 wurde der Neubau der Synagoge erwogen. Es sollte aber noch bis 1868 dauern, bis er zur Ausführung kam. Zunächst wurde die Schenkung der vier Gemeindemitglieder an die Gemeinde aufgrund des fehlenden Korporationsrechts nicht genehmigt. Am 13. Dezember 1865 wurde erneut verhandelt. Die Übertragung des Eigentums sollte unter folgenden Bedingungen stattfinden: Es sollte ein Lehrer im Haus wohnen; dieser musste ein Zimmer für durchreisende arme Juden beiderlei Geschlechts bereithalten und sie auf Kosten der Gemeinde pflegen. Die Gemeinde lehnte die letzte Bedingung ab, so dass sie schließlich fallengelassen wurde. Weitere Auflagen wurden nicht erteilt. Am 12. September 1966 wurde die Schenkung dann von Berlin aus bestätigt.
Immerhin hatte die Bezirksregierung Arnsberg der jüdischen Gemeinde bereits am 11. Juli 1846 die Erlaubnis erteilt, in dem gerade erworbenen Wohnhaus eine jüdische Privat-Elementarschule zu eröffnen. Im Mai 1848 beklagte der jüdische Zeichenlehrer Philipp Eduard Bacharach in einem Schreiben an die hiesige Gemeinde den schlechten Bauzustand des Gemeindehauses (Haus und Schulgebäude Martin-Luther-Straße 5). Die Synagoge muss damals in einem ähnlichen Zustand gewesen sein. Doch musste sich die Gemeinde noch bis 1868 behelfen, bis der lange überfällige Neubau tatsächlich durchgeführt werden konnte.

### Der Plan für den Neubau der Synagoge
Der Vorstand der Synagogengemeinde Hamm, vertreten durch die Herren Löb, Cahn und Spanier, schloss im März 1868 mit dem Architekten und Bauunternehmer Julius Lenhartz einen sogenannten „Enterprise-Contract“ ab, in dem sich beide Seiten über die Errichtung einer Synagoge auf den beiden gemeindeeigenen Parzellen Flur V Nr. 442 und Nr. 443 einigten. Lenhartz stellte den „Entwurf zu einer neuen Synagoge in Hamm“ am 22. Februar 1868 fertig. Kreisbaumeister Westphal revidierte den Plan am 24. Februar 1868.

### Bauausführung
Die neue Synagoge, die nach den Bauplänen von Julius Lenhartz errichtet worden ist, wurde an Stelle des Vorgängerbaues errichtet und am 12. September 1868 durch den berühmten Reformrabbiner Dr. David Rothschild eingeweiht.

### Abbruch der Synagoge im Dritten Reich
Während der Novemberpogrome am 9. November 1938 wurde die Synagoge geschändet, verwüstet und ausgeplündert. Ein Niederbrennen kam aufgrund der Brandgefahr durch die dichte Bebauung der Altstadt nicht in Frage. Die endgültige Zerstörung erfolgte dann Ende 1938/Anfang 1939. Die Stadt brach die Synagoge ab und stellte die Kosten dafür der jüdischen Gemeinde in Rechnung.
Die meisten Mitglieder der jüdischen Gemeinde wurden während der Nazizeit in die Vernichtungslager deportiert, sofern sie sich nicht durch Flucht ins Ausland in Sicherheit bringen konnten.

### Nachkriegszeit
Nach Kriegsende wurde dieser Bereich der Innenstadt als Parkplatz umgenutzt und über der Stelle der Synagoge eine öffentliche Toilette gebaut. Dieser unwürdige Zustand blieb so für ca. 50 Jahre erhalten. 1986 wurde durch die Naturfreunde Hamm-Mitte eine hölzerne Gedenktafel aufgestellt und anschließend gemeinsam mit dem Westfälischen Anzeiger eine Spendenaktion für eine dauerhafte Lösung ins Leben gerufen. Nach einem Jahr wurden diese Gelder dem damaligen Kulturamtsleiter Helmut Fortmann übergeben, der mit weiterer finanzieller Unterstützung der Stadt Hamm die Aufstellung eines Gedenksteins veranlasste. Bei der Einweihung waren ebenfalls ehemalige jüdische Bewohner Hamms eingeladen, sodass die beschämende Situation deutlich wurde, dass nämlich auf dem Gelände der ehemaligen Synagoge eine öffentliche Toilette errichtet worden war. Dies führte zu einer öffentlichen Diskussion um eine würdige Erinnerung an die Synagoge, die auch in die Umgestaltung des Parkplatzes einfloss. Die Toilettenanlage wurde abgerissen und so Raum für eine Gedenkstätte geschaffen. Nach längerer Diskussion um die Beschaffenheit des Mahnmals, während der auch eine Rekonstruktion der Synagoge erwogen wurde, erinnert nun (seit Dezember 2003) ein Mahnmal, das die Umrisse der Synagoge zeigt, an das jüdische Gotteshaus, die jüdische Schule an der Kleinen Weststraße 5, aber auch an das verlorene, ehemals pulsierende Leben der Kultusgemeinde und an seine Vernichtung.
Gestaltet wurde die Gedenkstätte von Wilfried Hagebölling aus Paderborn. Die Bushaltestelle, die sich direkt daneben befindet, trägt nun den Namen „Alte Synagoge/Markt“.
Seit 1984 kämpft vor allem der Arbeitskreis „Woche der Brüderlichkeit“ mit seinem Einsatz für Toleranz gegenüber religiösen und ethnischen Minderheiten in Hamm gegen antisemitisches Gedankengut und fördert das Verständnis für das Judentum. Hochrangige Vertreter referieren auf seinen jährlichen Veranstaltungen, die im November in Erinnerung an die Pogromnacht vom 9. November 1938 durchgeführt werden, insbesondere über heutiges Zusammenleben von Juden und Deutschen.
Seit 2008 wurden in Hamm Stolpersteine verlegt, die an verfolgte Hammer Juden erinnern.

## Der ehemalige jüdische Friedhof
Da die Juden nicht auf „christlichem Gottesacker“ bestattet werden durften, wurde ihnen ein Friedhof auf dem Nordenwall zwischen dem königlichen Schloss oder Renteihof und dem Mönchskloster zugewiesen. Der Zugang erfolgte über die Judengasse.
In der Nähe dieses Standortes, der 1½ Meter über dem Wall lag und ursprünglich durch eine hohe Mauer geschützt war, befand sich auch das damalige Gefängnis. Die Grafen von der Mark haben trotz des Widerstrebens der Bürger den Juden auf ihrer gräflichen Besitzung am Nordenwall stets Schutz, Sicherheit und Unterkunft gewährt. (Genauso haben es andere Herrscher gehalten, wie etwa die Grafen von Tecklenburg. Diese haben auf ihrem Schlossgrund in Rheda den Juden Freiheit und Ausübung ihrer Religion gestattet.) Der jüdische Friedhof an der Nordseite des Gefängnisses, der sich über Jahrhunderte erhalten hat, legt davon Zeugnis ab. Bis etwa um 1800, als der Ostenfriedhof durch die Bemühungen des Bürgermeisters Möller angelegt wurde, haben die Hammer Juden ihre Toten stets auf dem gräflichen Grundstück am Nordenwall beerdigt. Dies belegt eine Urkunde aus dem Jahre 1768, in der General von Wolffersdorff als Bewohner des gräflichen Schlosses bzw. Renteihofes und die jüdische Gemeinde Abmachungen über die die Besitzverhältnisse des Friedhofs getroffen haben.
Der jüdische Friedhof war früher von einer Mauer umgeben. Diese verfiel jedoch nach und nach, sodass das Gelände als Holzplatz des angrenzenden Renteihofes benutzt wurde. Als die Zahl der Juden in Hamm wieder auf elf Familien angewachsen war, wandte sich die jüdische Gemeinde, vertreten durch An(s)chel Herz, in dieser Angelegenheit mit einer Petition an Karl Friedrich von Wolffersdorff. In dieser Urkunde hieß es, dass die Mauer um den jüdischen Kirchhof eingestürzt sei und die Gemeinde wegen der Kosten die Trümmer habe liegen lassen. Inzwischen sei die Gemeinde auf elf Familien angewachsen und wolle nun wieder eine Mauer aufrichten. Die Gemeinde trat mit Wolffersdorff in Verhandlung, bis schließlich vereinbart wurde, dass dieser für 300 Reichsthaler um den Judenfriedhof eine Mauer ziehen sollte, damit „dieser Platz zu keinem anderen Zwecke bestimmt sein sollte als zum heiligen Gebrauch, die Gebeine ihrer Voreltern darauf bis zur Ewigkeit zu bewahren und ihre Grabstätte allda zu haben, und niemand wie von alters her, so auch jetzt das geringste Recht daran habe oder sich anmaßen dürfe“. Dieser Vertrag zwischen der Judenschaft in Hamm und dem General von Wolffersdorff wurde am 24. Juli 1768 vom Kammerdeputationskollegium in Hamm bestätigt. Es heißt darin außerdem:

„Da wir bisher aus Mangel des Platzes, weil (wir) den Hofraum (des Schlosses) zu Er. Majestät Dienst, (nämlich) die Paraden darauf zu exerzieren, brauchen müssen, gezwungen wurden, das Brennholz gleich am Schloss oder sogenannten Rentei-Hof auf dem Wall, wo jedoch die löbliche Judenschaft seit undenklichen Jahren ihren Kirchhof gehabt, zu legen, dermalen aber diese Königliche geschützte und privilegierte Judenschaft willens (ist), eine Mauer um ihren auf dem Nordenwall gelegenen Kirchhof wie vorhin zu ziehen: So ist dato (jetzt) von dem Oberältesten und Vorsteher der Märkischen Judenschaft, Herrn Amschel Herz, solches mir vorgestellt und demnach unter uns verabredet, dass zu keinen Zeiten dieser Platz als zum Heiligen Gebrauch, die Gebeine ihrer Voreltern darauf bis zur Ewigkeit zu bewahren und ihre Grabstätte alldort zu haben, definiert sein solle, und niemand dran wie von alters her als auch jetzt das geringste Recht habe oder sich anmaßen dürfe, wie denn sofort auch alles Holz davon wie Rechtens werde räumen lassen, und da auch vorhin eine Mauer um selbigen gewesen, so habe mich zugleich hierdurch auf das bündigste anheischig gemacht, für die Summe von 300 Talern, als 200 Taler Tourant und 100 T. Louisd’or, über deren Empfang zugleich quittiere, eine Mauer um diesen von jeher gehabten und von der löblichen Judenschaft ganz ungestört besessenen Kirchhof ziehen zu lassen, als nämlich in der Länge des Kirchhofs von vier Fuß hoch über der Erde auf demselben Grund, wo ehedem die Mauer gewesen, welche anfängt gleich an der Mauer des sogenannten Schloss- oder Renteihofes bis inklusive an das Kloster, wo die sogenannte Judengasse vom Walle ihren Anfang nimmt, dass nach Messung des Kgl. Herrn Landbaumeisters Risse der Juden Kirchhof nach dem Renteihof oder OStenseite 23 Reinfuß breit ist und in der Mitte 16 Reinfuß und unten nach der Westseite 16 Reinfuß und die ganze Länge vom Schloss oder Renteihof bis nach der Judengasse 194½ Fuß halte, und da zu dieser Mauer die Steine, Kalk, Sand und Leimen (?) auch Mauer- und Handlangerlohn selbst bar bezahlte (bezahlten) ungefähr so hoch, wie oben erwähnt, sich auch belaufen wird, so rekuriere zugleich auf das bündigste vor mich und meine Nachkommen, zu keinen Zeiten etwa noch praeterhores (?) dieserwegen zu formieren, noch zu gestatten, dass solche von anderen geschehn, da Alles bar von der löblichen Judenschaft, wie vorhin erwähnt, hinwiederum bezahlt (ist), vielmehr versichere bei parole d’honneur (die)selbe bei dieser länger als 100jährigen Gerechtigkeit zu schützen, wobei jedoch annoch bedungen, dass man der hiesigen Judenschaft die Mauer zu niedrig und solche höher machen wolle oder ein Expollier (?) darauf zu setzen, es ihnen allerdings nach Belieben frei stehe, jedoch solches alsdann auf ihre Kosten machen müssen wie nicht weniger die Türe zum Eingang, Schloss und sonstiges Eisenwerk.“

„Zu wahrer Urkund und Festhaltung habe bereits dieses nicht allein eigenhändig unterschrieben, sondern auch mit dem Regimentssiegel, auch mit meinem angeborenen Freiherrlichen Petschaft besiegelt. So geschehen Hamm im Standquartier Oktober-März des 1768.ten Jahres.“

„Friedrich von Wolffersdorf, Er. Majestät des Königs von Preußen bestallter Gen. Major von Allerhöchst dero Armee und Chef eines Regiments Infanterie.“

Als 1800 der Ostenfriedhof vor den Toren der Stadt Hamm angelegt wurde, erreichte Anschel Hertz, der in Hamm wohnende Obervorsteher der klevisch-märkischen Judenschaft, durch eine Eingabe an die Märkische Kriegs- und Domänenkammer in Hamm, dass der jüdische Friedhof zunächst beibehalten werden konnte. Nachdem jedoch 1824 das Franziskanerkloster aufgehoben worden war, erging im Februar 1825 die behördliche Verfügung, dass auch auf dem jüdischen Friedhof keine Bestattungen mehr vorgenommen werden durften. Obwohl die Neubestattungen nunmehr auf dem jüdischen Teil des Ostenfriedhofs erfolgten, befanden sich noch in den 1920er Jahren mehr als 20 Grabsteine auf dem alten jüdischen Friedhof. Noch 1927 existierte im Besitz der jüdischen Gemeinde eine Zeichnung des Friedhofes, die der königlich preußische Landbaumeister der Grafschaft Mark Gottfried Risse angefertigt hatte. Auf ihr waren folgende Einzelheiten zu sehen: An der Stelle, wo später die Wohnungen der Verwaltungsbeamten des Gefängnisses standen, befand sich das Haus des Landbaumeisters Risse, dann folgte die Judengasse (später Franziskanerstraße), dann die Klostergebäude mit dem Klostergarten (im Jahre 1927 das Gefängnis von 1857), und weiter nach Osten der Renteihausgarten (1927: Garten des katholischen Säuglingsheims, heute: Standort des Altenwohnheims). Nördlich vom Klostergarten lag damals der Judenfriedhof, nördlich von diesem der Wallgang (1927 und bis heute Nordenwall) und nördlich davon der Garten, der von Wolffersdorff gehörte. 1954 kaufte die Stadt Hamm das Areal und ließ die noch vorhandenen Grabsteine auf den jüdischen Teil des Ostenfriedhofs verbringen.